# Тактика на опожарената земя
Тактика на „опожарената земя“ е тактика, използвана по време на война, при която на вражеската войска се оставя само земя лишена от продоволствия (храна и фураж), жилища, техника, работна ръка и др., които могат да улеснят действията на агресора (неговата инвазия или отстъпление).

## Военни примери
Във военната история, политика на „опожарената земя“ е прилагана многократно. Популярни примери са:
- 1812 г. – Наполеон бива допуснат да навлезе в Москва, единствено за да бъде отблъснат с голям пожар – тактически ход, който 10 висши руски пълководци вземат в подмосковското село Фили на 13 септември 1812 г. Наполеон влиза в празен град, но огънят помрачава успеха му и той е принуден да се премести от Кремъл. „Какъв ужасен случай! Какви хора! Това са варвари, скити!“, казва Наполеон. Тогавашна Москва е построена от дърво и пожарът унищожава около 3/4 от града.
- 1829 г. – В началото на настъплението на руските войски, по време на Руско-турската война 1828 – 1829 г., турските власти изселват почти всички жители на Североизточна България с добитъка и имуществото им. Турската армия и башибозук прилага тактиката на „опожарената земя“.[1][2]
- 1912, октомври – По време на Балканската война, при отстъпването си в Кърджалийско, османската армия извършва тактиката на опожарената земя като противодействие на Хасковския отряд. Българските войски настъпват бързо, като разчитат и на местни ресурси за храна, впрегатен добитък и т.н. Но османската армия опожарява цели села в Източните Родопи, заедно с хамбари и плевници с фураж, като не оставят къщи, храна и добитък.[3]
- 1940 г. – Политика на трите „всичко“ се практикува от Япония в Северен Китай по време на Втората световна война[4]
- 1941 – 45 г. – През Втората световна война и руснаци[5][6] и германци унищожават промишлената структура на земи, предстоящи на овладяване от противника. На 19 март 1945 г. Хитлер издава т.нар. Неронов декрет (официално: „Унищожаване на територията на Райха“) за унищожаване на цялата немска инфраструктура, за да не попадне в ръцете на нахлулите Съюзници.
- 2018 г. – Санкциите на САЩ срещу Русия се разглеждат като съвременна форма на тактиката на опожарената земя. „Удар срещу държавните банки, които доминират във финансовия сектор на Русия,... ще е тактика на опожарената земя“ – Алексис Родзянко, президент на Американската търговска палата в Русия.[7]

### Завръщане на противника по същия път
Като допълнение на тактиката е и постоянния и последователен опит противниковите войски да се принудят да се върнат по пътя, по който са пристигнали, и съответно да не могат да намерят никаква храна, защото вече са я секвестирали и изконсумирали. Примери:
- Претърпявайки неуспех при опитите да сключи мир с Русия, на 7 октомври 1812 г. Наполеон се изтегля от Москва. Опитва се да достигне Смоленск по южния път през Калуга, където има запаси от продоволствие и фураж, но на 12 октомври в сражение край Малоярославец е спрян от Кутузов и му се налага да отстъпи по разорения Смоленски път.